# São Vicente Férrer (Pernambuco)
São Vicente Férrer é um município brasileiro do estado de Pernambuco. O município é formado pelos distritos Sede, Siriji, Manoel Borba e por povoados de Chã do Esquecido, Chã da Rosa, Chã do Aleixo, Cipó Branco e Oito Porcos.
Em 11 de setembro de 1928, São Vicente  foi emancipado e recebeu de Bom Jardim o Distrito de São José do Siriji.
Em outubro ainda de 1928, através de Decreto Municipal, São Vicente criou o novo Distrito de Siriji com o seu território reduzido. O município possui em sua área urbana cerca de 12.617 habitantes, sendo 8.210 no seu distrito sede e 4.407 na Vila Siriji. Já sua área rural conta com 4.559 habitantes, desse total 707 habitantes são do povoado Chã do Esquecido. Além das comunidades de Mundo Novo, Mirim e diversos sítios.

## História
O povoamento da região surgiu a partir da feira livre instalada à sombra de uma frondosa árvore por Jerônimo de Albuquerque Melo, João da Silva Pessoa e José Joaquim do Espírito Santo. Posteriormente foi construída uma capela em homenagem a São Vicente Férrer.
- Lei Provincial 527 de 4 de fevereiro de 1862 cria a freguesia de Cruangy na Comarca de Nazaré.[7]
- Lei Provincial 581 de 30 de abril de 1864 muda a denominação da freguesia de Cruangy para São Vicente.[7]
- Lei Estadual 991 de 1 de julho de 1909 eleva o distrito de São Vicente à categoria de vila.[7]
- Lei 1931 de 11 de setembro de 1928 cria o município de São Vicente, constituído pelo distrito de São Vicente, o distrito de Macapá, desmembrado do município de Timbaúba, e o distrito de São José do Siriji, desmembrado do município de Bom Jardim.[7]
- Decreto Estadual 57 de 21 de abril de 1931 transfere para Macapá a sede e a denominação do município.[7]
- Decreto-lei Estadual 235 de 9 de dezembro de 1938 muda a denominação de São Vicente para Manoel Borba.[7]
- Decreto-lei Estadual 952 de 31 de dezembro de 1943 muda e dominação do município para Macaparana.[7]
- Lei Estadual 1818 de 29 de dezembro de 1953 recria o município, agora com a denominação de São Vicente Férrer, com o território dos distritos de Manoel Borba e Siriji.[7]

## Geografia

### Relevo
O município de São Vicente Férrer localiza-se na unidade geo ambiental do Planalto da Borborema, formada por maciços e outeiros altos, com altitude entre 650 a 1.000 metros. O relevo é movimentado, com vales profundos e estreitos dissecados.
Os solos variam com a altitude:
- Superfícies suaves onduladas a onduladas: ocorrem os Planossolos, e profundidade média, fortemente drenados, ácidos a moderadamente ácidos e fertilidade natural média; ocorrem também os solos Podzólicos, profundos, de textura argilosa e fertilidade natural média a alta.
- Elevações: ocorrem os solos Litólicos,rasos, de textura argilosa e fertilidade natural média.
- Vales dos rios e riachos: ocorrem os Planossolos, medianamente profundos, imperfeitamente drenados, textura média/argilosa, moderadamente ácidos, fertilidade natural alta e problemas de sais.

Ocorrem ainda afloramentos de rochas.

### Vegetação
A vegetação nativa é típica do agreste: Florestas Subcaducifólica e Caducifólica.

### Hidrografia
O município de São Vicente Férrer  encontra-se inserido nos domínios da Bacia Hidrográfica do Rio Goiana, tendo  dois rios importantes, o Rio Siriji como principal cortando uma parte do município e o Rio Capibaribe Mirim.

### Clima
Clima tropical, com temperatura média anual em torno dos 24 °C e índice pluviométrico de aproximadamente 1 075 milímetros por ano, concentrados nos meses de inverno.
| Dados climatológicos para São Vicente Férrer | Dados climatológicos para São Vicente Férrer | Dados climatológicos para São Vicente Férrer | Dados climatológicos para São Vicente Férrer | Dados climatológicos para São Vicente Férrer | Dados climatológicos para São Vicente Férrer | Dados climatológicos para São Vicente Férrer | Dados climatológicos para São Vicente Férrer | Dados climatológicos para São Vicente Férrer | Dados climatológicos para São Vicente Férrer | Dados climatológicos para São Vicente Férrer | Dados climatológicos para São Vicente Férrer | Dados climatológicos para São Vicente Férrer | Dados climatológicos para São Vicente Férrer |
| Mês                                          | Jan                                          | Fev                                          | Mar                                          | Abr                                          | Mai                                          | Jun                                          | Jul                                          | Ago                                          | Set                                          | Out                                          | Nov                                          | Dez                                          | Ano                                          |
| -------------------------------------------- | -------------------------------------------- | -------------------------------------------- | -------------------------------------------- | -------------------------------------------- | -------------------------------------------- | -------------------------------------------- | -------------------------------------------- | -------------------------------------------- | -------------------------------------------- | -------------------------------------------- | -------------------------------------------- | -------------------------------------------- | -------------------------------------------- |
| Temperatura máxima média (°C)                | 30,4                                         | 30,1                                         | 29,5                                         | 28,5                                         | 26,8                                         | 25,6                                         | 25,4                                         | 26                                           | 27,6                                         | 29                                           | 29,7                                         | 29,7                                         | 28,2                                         |
| Temperatura média (°C)                       | 25                                           | 25                                           | 24,7                                         | 24,4                                         | 23                                           | 21,9                                         | 21,4                                         | 21,7                                         | 22,8                                         | 23,7                                         | 24,3                                         | 24,5                                         | 23,5                                         |
| Temperatura mínima média (°C)                | 19,7                                         | 20                                           | 20                                           | 20,3                                         | 19,2                                         | 18,2                                         | 17,4                                         | 17,4                                         | 18                                           | 18,5                                         | 19                                           | 19,3                                         | 18,9                                         |
| Precipitação (mm)                            | 56                                           | 62                                           | 117                                          | 151                                          | 138                                          | 148                                          | 175                                          | 88                                           | 57                                           | 23                                           | 23                                           | 37                                           | 1 075                                        |
| Fonte: Climate-Data.org                      |                                              |                                              |                                              |                                              |                                              |                                              |                                              |                                              |                                              |                                              |                                              |                                              |                                              |

| Dados climatológicos para São Vicente Férrer (Siriji) | Dados climatológicos para São Vicente Férrer (Siriji) | Dados climatológicos para São Vicente Férrer (Siriji) | Dados climatológicos para São Vicente Férrer (Siriji) | Dados climatológicos para São Vicente Férrer (Siriji) | Dados climatológicos para São Vicente Férrer (Siriji) | Dados climatológicos para São Vicente Férrer (Siriji) | Dados climatológicos para São Vicente Férrer (Siriji) | Dados climatológicos para São Vicente Férrer (Siriji) | Dados climatológicos para São Vicente Férrer (Siriji) | Dados climatológicos para São Vicente Férrer (Siriji) | Dados climatológicos para São Vicente Férrer (Siriji) | Dados climatológicos para São Vicente Férrer (Siriji) | Dados climatológicos para São Vicente Férrer (Siriji) |
| Mês                                                   | Jan                                                   | Fev                                                   | Mar                                                   | Abr                                                   | Mai                                                   | Jun                                                   | Jul                                                   | Ago                                                   | Set                                                   | Out                                                   | Nov                                                   | Dez                                                   | Ano                                                   |
| ----------------------------------------------------- | ----------------------------------------------------- | ----------------------------------------------------- | ----------------------------------------------------- | ----------------------------------------------------- | ----------------------------------------------------- | ----------------------------------------------------- | ----------------------------------------------------- | ----------------------------------------------------- | ----------------------------------------------------- | ----------------------------------------------------- | ----------------------------------------------------- | ----------------------------------------------------- | ----------------------------------------------------- |
| Temperatura máxima média (°C)                         | 31,5                                                  | 31,2                                                  | 30,7                                                  | 29,7                                                  | 28,2                                                  | 26,9                                                  | 26,5                                                  | 26,9                                                  | 28,3                                                  | 30                                                    | 31                                                    | 31,1                                                  | 29,3                                                  |
| Temperatura média (°C)                                | 25,9                                                  | 25,9                                                  | 25,8                                                  | 25,3                                                  | 24,2                                                  | 23                                                    | 22,4                                                  | 22,5                                                  | 23,4                                                  | 24,5                                                  | 25,3                                                  | 25,6                                                  | 24,5                                                  |
| Temperatura mínima média (°C)                         | 20,4                                                  | 20,7                                                  | 20,9                                                  | 20,9                                                  | 20,3                                                  | 19,2                                                  | 18,3                                                  | 18,1                                                  | 18,6                                                  | 19,1                                                  | 19,6                                                  | 20,1                                                  | 19,7                                                  |
| Precipitação (mm)                                     | 57                                                    | 73                                                    | 128                                                   | 158                                                   | 148                                                   | 161                                                   | 194                                                   | 102                                                   | 62                                                    | 29                                                    | 28                                                    | 45                                                    | 1 185                                                 |
| Fonte: Climate-Data.org                               |                                                       |                                                       |                                                       |                                                       |                                                       |                                                       |                                                       |                                                       |                                                       |                                                       |                                                       |                                                       |                                                       |

## Turismo

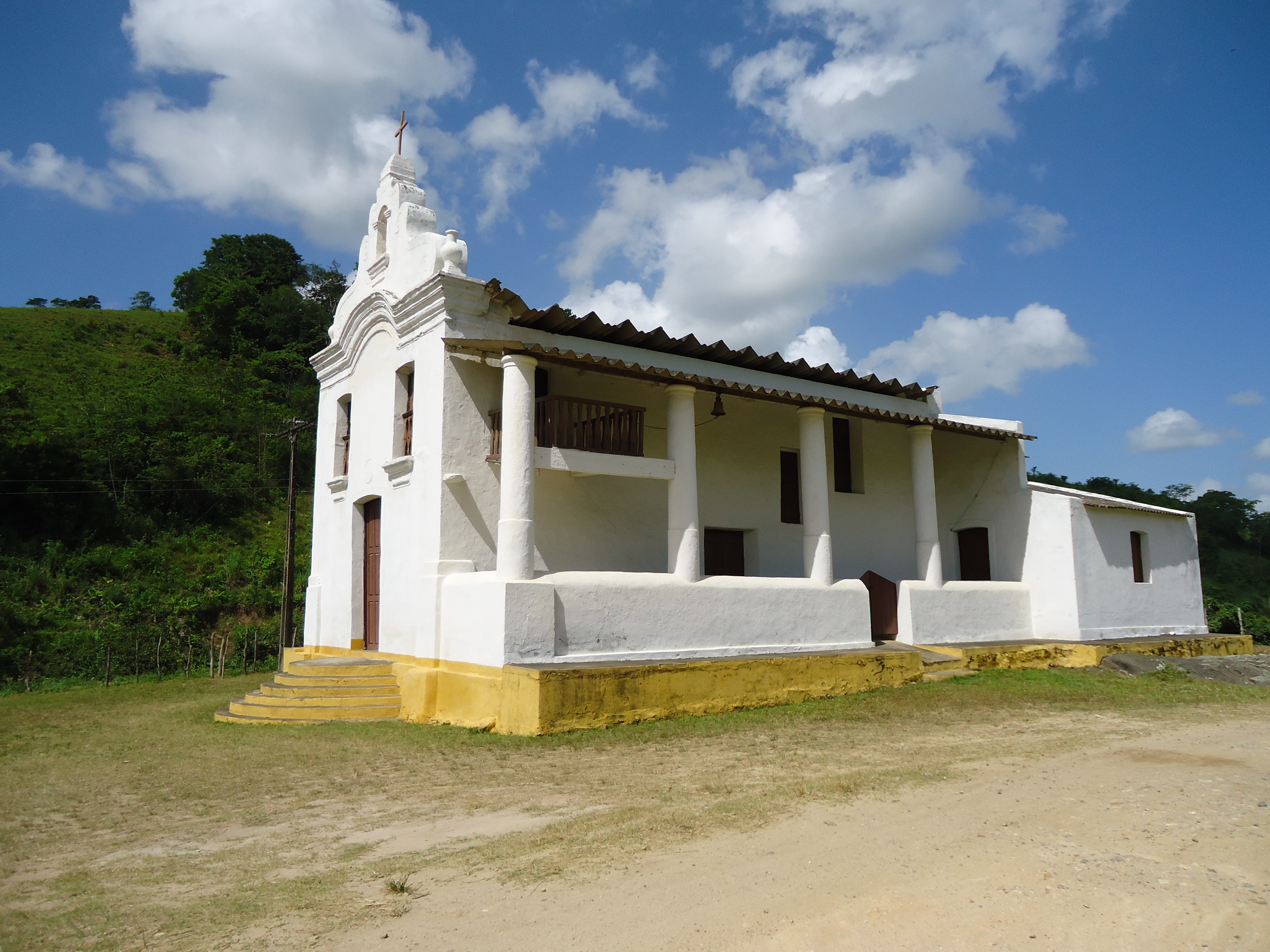
Capela de Nossa Senhora dos Remédios. Vila Siriji

Todos os anos acontece no município uma corrida de costas que tem um percurso de 2 km. É disputada no último dia da tradicional Festa da Banana, realizada, atualmente, no último final de semana de novembro (sexta, sábado e domingo).
Na Vila Siriji o potencial turístico é notável devido as quedas d'água do Rio Siriji: Cachoeira das Cobras e a Cachoeira de Patos, conhecida também como a Bica de Patos.
Monumentos religiosos merecem destaque na Vila Siriji estando a Capela de Nossa Senhora dos Remédios, distando 1 km da Vila Siriji um dos pontos mais visitados desta região. Hoje é preocupação da população o descaso com aquele monumento tão peculiar. A construção data do século XIX, ano 1844 e está inserido no conjunto do Engenho. 